# 윈드러너
윈드러너 for Kakao(Wind runner for Kakao)는 링크투모로우에서 개발하고, 위메이드 엔터테인먼트에서 배급한 모바일 달리기 게임이다. 출시된 지 12일 만에 1,000만 다운로드를 달성하며 최단기간 다운로드 기록을 갱신하기도 했다. 2013년 6월 24일에 시즌2가 업데이트되었고, 2014년 12월 4일에 시즌3이 업데이트되었고, 2015년 11월 9일에 시즌4가 업데이트되었다.현재 시즌 5가 출시되었다.
"윈드러너 for Kakao"는 2013년 대한민국 게임대상에서 우수상을 탔다.
2023년 4월 20일부로 서비스가 종료되었다.

## 게임의 시작
윈드러너 앱을 다운받아 설치한 후 생성된 카카오톡 계정으로 회원등록을 하면 바로 게임이 가능하다. 처음에는 타는펫, 소환수와 룬스톤이 없는 상태로 기본 캐릭터카드인 클로이 B급이 주어지며 이 캐릭터로 게임을 시작하게 된다. 시작할때는 10 루비와 2500 골드로 시작한다. 게임을 하기 위해서는 신발이 필요하며 게임 처음 시작 시 기본 5개가 주어지며 5개 미만으로 소모된 신발은 10분당 한 개씩 충전된다. 다만 5개 이상 보유하는 경우 자동 충전은 되지 않는다. 매주 토요일은 주말 특훈의 명분으로 15개의 신발을 제공하고 있으며 루비로도 5개 단위의 신발 구입이 가능하다. 또한 친구를 초대하거나 미션 종료 후 보상 및 우정점수의 달성 또는 게임 친구와의 나눔으로 신발 획득이 가능하다(이 경우 신발 발송 제한시간은 3시간 단위이다). 1판당 최대 4시간까지 플레이가 가능하다.

## 캐릭터 카드
12월 4일 시즌 3 이후로부터, 캐릭터 시스템이 사라지고 캐릭터카드 시스템으로 대체되었다. 모든 캐릭터카드는 레벨 0부터 시작하고 5레벨까지 업그레이드 할 수 있다. 레벨 업 마다  획득 점수와 획득 골드가 1%씩 증가한다. 캐릭터 카드에는 B, A, S, S+, SS, L등급이 있으며, 상점에서 획득할 수 있다. 캐릭터 카드는 최대 100개까지 소유가 가능하다.

### 캐릭터들
- 클로이 : 거리점수 x배 (B~SS), 별점수 x배 (A~SS), 스타트 대시 x미터 (A~SS), 점수/골드 보너스 x% (A~SS)
- 스텔라 : 몬스터, 방해물 점수 x배 (B~SS) , 파이어볼 점수 +x점 (B~SS), 스타트 대시 x미터 (A~SS), 점수/골드 보너스 x% (A~SS)
- 레오 : 별보너스 점수 x배 (B~SS) , 날개별 점수 +x% (B~SS), 스타트 대시 x미터 (A~SS), 점수/골드 보너스 x% (A~SS)
- 카일리 : 피버타임 점수 x배 (B~SS), 별점수 x배 (B~SS), 스타트 대시 x미터 (A~SS), 점수/골드 보너스 x% (A~SS)
- 루크 : 하늘 비행시 획득 점수 x배 (B~SS) , 거리점수 x배 (A~SS), 스타트 대시 x미터 (A~SS), 점수/골드 보너스 x% (A~SS)
- 스칼렛 : 아이템 효과 동안 점수 x배 (B~SS), 날개별 점수 +x% (A~SS), 스타트 대시 x미터 (A~SS), 점수/골드 보너스 x% (A~SS)
- 릴리 : 별보너스 점수 x배 (B~SS), 아이템 효과시 2초간 큰별 (B~SS), 별점수 x배 (A~SS), 스타트 대시 x미터 (A~SS), 점수/골드 보너스 x% (A~SS)
- 크리스 : 몬스터, 방해물 점수 x배 (B~SS), 황금 몬스터 발생확률 증가 x% (A~SS), 스타트 대시 x미터 (A~SS), 점수/골드 보너스 x% (A~SS)

### L등급
L등급은 일반적인 방법으로는 얻을 수 없으며, 한정판매 등으로 얻을 수 있다. L등급은 레벨업 할 수 없다.
- 카일리 (비밀의 보물 사냥꾼) : 30000 골드로 구입 가능. 플레이 시 스타트 대시 300m와 피버타임 점수 3배의 효과가 있다.
- 산다라 (2NE1) : 132루비(99루비로 할인중)로 구입 가능. 플레이 시 스타트 대시 300m와 무적거인 시 획득점수 2배의 효과가 있다. 구매 시 다둥이라는 리미티드 소환수를 함께 준다. 2014년 4월 7일에 판매종료되었다.
- GD (빅뱅) : 132루비(99루비로 할인중)로 구입 가능. 플레이 시 스타트 대시 300m와 몬스터, 방해물 점수 5배의 효과가 있다. 구매 시 가호라는 리미티드 소환수를 함께 준다. 2014년 4월 7일에 판매종료되었다.
- 싸이 (국제 가수) : 120 루비(89루비로 할인중)로 구입 가능. 플레이 시 스타트 대시 300m와 별 보너스 점수 7배의 효과가 있다. 구매 시 싸이말이라는 리미티드 소환수를 함께 준다. 2014년 4월 7일에 판매종료되었다.

### 레벨 업
```
레벨 업은 일정량의 골드 및 재료 카드를 지불하고 캐릭터카드의 레벨을 올릴 수 있는 기능이다. 재료 카드로는 캐릭터 카드와 레벨업 카드를 사용할 수 있으며, 레벨 업 카드는 한 장당 한 레벨을 올려준다. 단, 레벨 업 카드는 지정된 등급의 캐릭터에만 사용할 수 있다. 
레벨 업할 수 있는 최대 레벨은 5레벨이며, B등급 레벨업시에는 재료카드 1장당 1000골드, A등급 레벨업시에는 재료카드 1장당 5000골드, S등급 레벨업시에는 재료카드 1장당 7500 골드, S+등급 레벨업시에는 재료카드 1장당 10000 골드, SS등급 레벨업시에는 재료카드 1장당 20000 골드가 소모된다.
레벨업 시 재료카드는 최대 100장까지만 선택 가능하다.
```

## 타는 펫
루비로 구입할 수 있다. 시즌 3 업데이트 이후로 타는 펫 교배 기능이 사라졌으며, 진화 시스템이 사라졌다. 레벨 1부터 25까지 골드로 레벨업이 가능하며  각 타는 펫마다 고유 능력을 가지고 있다. 26 레벨업부터는 부화장에서 얻는 고유 아이템으로 레벨업이 가능하다. 레벨 1당 골드/점수 2%씩 오른다. 달빛, 별빛 루돌프는 50레벨까지 골드로 레벨업이 가능하다.

### S+등급
- 각성그리핀 (299루비) : 1초간 활강 가능, 4번 부활, 25초마다 랜덤아이템 충전, 부활 시 3초간 하늘비행
- 각성구미호 (299루비) : 3단 점프 가능, 4번 부활, 25초마다 랜덤아이템 충전, 부활 시 3초간 하늘비행

### S등급
- 달빛루돌프 (179루비) : 3단 점프 가능, 30초마다 랜덤 아이템 효과 사용가능, 방어막 기본 장착 3개. 2013년 12월 크리스마스 이벤트로 일시 판매하였으며 현재 구입 불가.
- 별빛루돌프 (179루비) : 1초간 활강 가능, 30초마다 랜덤 아이템 효과 사용가능, 방어막 기본 장착 3개. 2013년 12월 크리스마스 이벤트로 일시 판매하였으며 현재 구입 불가.
- 지옥개 (199루비) : 3단 점프 가능, 1번 부활, 파이어볼 무적, 파괴시 황금 날개별 생성
- 맨티코어 (199루비) : 3번째 터치를 유지시 1초간 활강 가능, 1번 부활, 파이어볼 무적, 파괴시 황금 날개별 생성
- 히포그리프 (199루비) : 3번째 터치를 유지시 1초간 활강 가능, 방어막 기본 장착 3개, 파이어볼 무적, 파괴시 황금 날개별 생성
- 구미호 (199루비) : 3단 점프 가능, 방어막 기본 장착 3개, 파이어볼 무적, 파괴시 황금 날개별 생성
- 블랙드래곤 (199루비) : 3번째 터치를 유지시 1초간 활강 가능, 1번 부활, 20초마다 부활 능력 생성
- 블루드래곤 (199루비) : 3번째 터치를 유지시 1초간 활강 가능, 방어막 기본 장착 3개, 20초마다 부활 능력 생성
- 본드래곤 (199루비) : 3단 점프 가능, 1번 부활, 20초마다 부활 능력 생성
- 그린드래곤 (199루비) : 3단 점프 가능, 방어막 기본 장착 3개, 20초마다 부활 능력 생성

### A등급
- 페가수스 (99루비) : 파이어볼 무적, 파괴 시 구멍난 황금 날개별 생성, 3번째 터치를 유지시 1초간 활강 가능
- 드래곤 (99루비) : 20초마다 부활 능력 생성, 부활 시 방어막 보존

### B등급
- 하늘사자 (0루비) : 3번째 터치를 유지시 1초간 활강가능, 1번 부활
- 엑스비크 (0루비) : 3번째 터치를 유지시 1초간 활강가능, 방어막 기본 3개 장착
- 스밀로돈 (0루비) : 3단 점프 가능, 1번 부활
- 엘크 (0루비) : 3단 점프 가능, 방어막 기본 3개 장착

### C등급
- 파우니 (0루비) : 방어막 기본 4개 장착
- 펜리르 (0루비) : 1번 부활
- 백호 (99루비) : 획득 골드 2배

### D등급
- 유니콘 (0루비) : 3단 점프 가능
- 그리핀 (0루비) : 3번째 터치를 유지시 1초간 활강가능

## 챔피언십
챔피언십 점수가 비슷한 유저끼리 경쟁하는 토너먼트이다. 경쟁 그룹과 인원은 100명 단위로 자동배치가 된다. 골드의 획득량은 클래식 모드의 절반이다. 매주 화요일 정오에 시작해 다음 주 월요일 자정에 종료된다.
| 그룹명   | 챔피언십 점수 | 1위보상 | 1~10위 | 11~20위 | 21~30위 | 31~50위 | 51위 이하 |
| -------- | ------------- | ------- | ------ | ------- | ------- | ------- | --------- |
| 레전드   | 1%이내        | 30루비  | 400CP  | 300CP   | 240CP   | 220CP   | 200CP     |
| 플래티넘 | 1~5%          | 20루비  | 200CP  | 150CP   | 120CP   | 110CP   | 100CP     |
| 마스터   | 5~15%         | 10루비  | 120CP  | 90CP    | 70CP    | 65CP    | 60CP      |
| 골드     | 15~30%        | 5루비   | 70CP   | 50CP    | 40CP    | 37CP    | 35CP      |
| 실버     | 30~50%        | 3루비   | 40CP   | 30CP    | 27CP    | 25CP    | 20CP      |
| 브론즈   | 50~100%       | 3루비   | 25CP   | 20CP    | 17CP    | 16CP    | 15CP      |

챔피언십 맵은 정기적으로 변경이 된다. 시즌2에는 하늘섬 맵이 추가 되었다.

## 온라인 레이싱 모드[4]
구글 플러스를 이용하여 4인 대전모드로 동시 플레이를 할 수 있다. 랜덤매칭이기 때문에 같이 달리기를 원하는 친구와 플레이할 수는 없다. 게임이 시작되면 1000m까지 달려서 순위를 가르게 되는데, 1위와 2위는 승리로, 3위와 4위는 실패로 표시된다. 동일조건에서 달리기 때문에 타는펫, 소환수, 룬스톤, 아이템은 사용할 수 없다. 또한 선택한 캐릭터의 능력치도 반영되지 않는다. 달리는 도중 장애물이나 지형에 의해 캐릭터가 사망할 경우 일정시간이 지난 후 그 자리에서 다시 출발한다. 온라인 레이싱에서는 게임 내 등장 요소로 점프판과 가속판이 추가되었다. 점프판 위를 지날 때 화면을 터치할 경우 점프높이 1.5배, 0.5초간 속도 2배를 얻을 수 있고, 가속판 위에서 터치할 경우 0.5초간 속도 2배를 얻을 수 있어 순위경쟁에 유리해진다. 클래식, 챔피언십에서 신발을 사용하여 플레이를 하듯이 온라인 레이싱에서는 티켓을 사용하여 플레이를 한다. 티켓은 20분 마다 1개씩 생성되며 최대 5개까지 누적되고 그 이상은 자동충전 되지 않는다. 티켓은 루비로 구매를 하거나 친구로부터 받을 수 있다. 만약 친구에게 티켓을 보낸 경우 6시간 이후에 다시 보낼 수 있고, 하루에 최대 20개의 티켓을 보낼 수 있다. 온라인 레이싱에서는 연승 달성 횟수에 따라 순위가 표시되는데 이 순위는 1시간 마다 갱신되고 매주 목요일 정오마다 초기화된다. 연승 중에 3위나 4위를 기록해서 연승이 끊기면 루비를 사용하여 재도전 할 수 있는 기회를 부여하고 있다. 이 기회는 총 3번으로 첫번째 5루비, 두번째 10루비, 세번째 20루비가 소요된다. 패치하기 어려운 많은 버그 때문에 현재는 종료되어 플레이 할 수 없다.

## 게임 내 아이템
게임을 플레이하는 동안 일정 확률로 아이템을 획득할 수 있다. 지속시간은 캐릭터나 타는 펫의 레벨업, 소환수에 좌우되며 그 효과는 아래와 같다. 시즌 3 업데이트로 구름다리 아이템이 제거되었다.
- 별자석 : 모든 별을 캐릭터로 끌어들임
- 무적거인 : 캐릭터를 무적으로 만듬. 몬스터 처치시 일정 확률로 날개 별이 생성
- 하늘비행 : 일정 시간동안 모든 별을 먹을 수 있고, 몬스터를 처치하며 앞으로 나아갈 수 있음
- 마법의 큰별: 먹으면 마법의 큰별 생성
- 피버 아이템 : 먹으면 피버타임 즉시진입
- 폭탄 아이템 : 모든 장애물 제거

## 게임 내 장애물
게임이 진행되는 동안 등장하는 장애물은 총 14가지가 있다. 장애물은 소형 몬스터, 대형 몬스터, 소형 황금 몬스터, 대형 황금 몬스터, 좌/우 이동몬스터, 아이스볼트(얼음 가시), 얼음송곳, 파이어볼, 회오리, 독구름, 스프링, 굴러오는돌, 네모난돌, 송곳돌이 있다. 몬스터 종류는 캐릭터가 밟고 지나가거나 공중에서 헤딩을 하여 제거할 수 있으나 그 외의 장애물은 무적거인 상태 또는 하늘비행 상태 이외에는 제거가 불가능하며, 스프링, 네모난돌, 송곳돌은 제거 자체가 불가능하다.

## 상점
골드나 루비, CP (챔피언십 포인트) 등을 사용하여 게임에 필요한 아이템을 구입 할 수 있다. 상점의 분류로는 캐릭터 카드, 소환서, 룬스톤, 루비, 골드와 신발이 있다.

### 부스터
부스터는 게임 시작 전에 골드로 선택하여 구매한다. 방어막이 릴레이보다 먼저 사용된다.
- 스타트 대시 (300골드) : 게임을 시작하자 마자 400m 하늘 비행을 한다.
- 방어막 (1000골드) : 추락 및 협착(끼어죽음)을 제외한 모든 장애물부터 단 1번 방어해 준다.
- 릴레이 (1200골드) : 처음 캐릭터가 죽을 경우 릴레이로 지정한 캐릭터로 이어달리기를 한다.
- 라스트 스퍼트 (500골드) : 마지막으로 캐릭터가 죽은 후 3초 동안 하늘 비행을 한다.
- 행운의 물약 (5000골드) : 행운의 물약은 아래와 같은 능력치를 랜덤으로 획득할 수 있다.

1. 스타트 대시 600m, 700m 랜덤 (스타트 대시 아이템을 중복으로 소모하지 않음)

2. 라스트 스퍼트 6초, 7초 랜덤 (라스트 스퍼트 아이템을 중복으로 소모하지 않음)

3. 릴레이 시 방어막 생성 (릴레이 아이템을 사용하지 않으면 행운의 물약 효과를 소모하지 않음)

4. 릴레이 시 하늘비행 3초, 4초 랜덤 (릴레이 아이템을 사용하지 않으면 행운의 물약 효과를 소모하지 않음)

5. 별보너스 3배, 4배 증가 랜덤 (캐릭터 능력치와 합산하여 적용)

※사용하지 않은 채 재구매 시 반값 (2500골드)

### 캐릭터 카드
시즌 3에 캐릭터 시스템을 대체한 캐릭터 카드 시스템의 상점이다.
- 일반카드 1장 (5000골드) : B~S 급 캐릭터 중 랜덤 * 1
- 일반카드 11장 (50000골드) : B~S 급 캐릭터 중 랜덤 * 11
- 고급카드 1장 (29루비) : A~SS 급 캐릭터 중 랜덤 * 1
- 고급카드 11장 (249루비) : A~SS 급 중 랜덤. 1장은 S+ 이상 확정 * 11

### 소환서
소환수를 구매할 수 있으며, 리미티드 소환수는 얻을 수 없다. 매지컬 소환수의 등장으로 더 이상 일반 소환수는 얻을 수 없다.
- 일반 소환서 1장 (15000골드) : 레어 ~ 슈퍼레전드 소환수 중 랜덤 * 1
- 일반 소환서 10장 (150000골드) : 레어 ~ 슈퍼레전드 소환수 중 랜덤 * 10
- 고급 소환서 1장 (29루비) : 슈퍼레전드 ~ 매지컬 소환수 중 랜덤 * 1
- 고급 소환서 5장 (149루비) : 슈퍼레전드 4마리 매지컬 1마리 확정

### 룬스톤
룬스톤을 구매할 수 있다.
- 일반 룬스톤 (9000골드) : C~B급 룬스톤, 강화성 중 랜덤
- 고급 룬스톤 (29루비) : A급 룬스톤, 고급 강화석 중 랜덤

### 루비
루비는 게임내에서 현금을 지불하고 구매하는 아이템이다.
- 30루비 (3300원, $2.99) : 30루비 지급
- 110루비 (11000원, $9.99) : 110루비 지급
- 360루비 (33000원, $29.99) : 360루비 지급
- 650루비 (55000원, $49.99) : 650루비 지급
- 1400루비 (110000원, $99.99) : 1400루비 지급

### 골드
골드는 루비를 구매하고 구입이 가능하다.
- 20000골드 (5루비) : 20000골드 지급
- 60000골드 (10루비) : 60000골드 지급
- 110000골드 (30루비) : 110000골드 지급
- 260000골드 (50루비) : 260000골드 지급
- 600000골드 (100루비) : 600000골드 지급

### 신발
신발은 게임을 플레이할시 사용된다. 루비로 구입할 수 있다.
- 신발 10개 (5루비) : 신발 10개 지급
- 신발 20개 (10루비) : 신발 20개 지급
- 신발 66개 (30루비) : 신발 66개 지급
- 신발 120개 (50루비) : 신발 120개 지급
- 신발 260개 (100루비) : 신발 260개 지급

## 소환수
- 15000골드로 일반 소환서를 구매 시 레어, 슈퍼레어, 레전드, 슈퍼레전드 중 소환수 1마리 획득 가능.
- 29루비로 고급 소환서를 구매 시 슈퍼레전드, 매지컬 중 소환수 1마리 획득 가능.
- 다른 소환수를 재료 소환수로 사용하여 경험치를 올려 레벨을 올릴 수 있다. 레벨을 올리면 모든 능력치가 증가한다.
- 일반 소환수는 레벨업이 불가능, 레어 소환수는 1레벨, 슈퍼레어 소환수는 2레벨, 레전드 소환수는 3레벨, 슈퍼레전드 소환수는 4레벨, 매지컬 소환수는 5레벨까지 레벨업 할 수 있다.
- MAX 레벨을 달성한 소환수를 진화하여 상위 등급 소환서를 획득할 수 있다. 진화시 랜덤으로 소환수를 획득한다.
- 리미티드 등급 소환수는 특정 캐릭터(싸이-싸이말, 산다라-다둥이, GD-가호, 데이지-꼬마유령)와 연관되어 있음.
- 위몬, 추석달토끼, 아기루돌프, 싸이말, 다둥이, 가호, 꼬마유령은 구매/진화 로 얻을 수 없다.

- 매지컬 소환수 등장으로 인하여 아이템을 생성하는 능력이 사라졌다.

| 등급          | 소환수       | 비행 | 날개별 점수 | 골드보너스 증가 | 하늘비행 증가 | 별자석 증가 | 무적거인 증가 | 구름다리 증가 | 기타능력                                          |  |
| ------------- | ------------ | ---- | ----------- | --------------- | ------------- | ----------- | ------------- | ------------- | ------------------------------------------------- |  |
| S(슈퍼레전드) | 핑크돌고래   | 0    | 11배        | 10%             |               |             |               |               | 죽었을 때 무조건 1번 부활                         |  |
| S(슈퍼레전드) | 바나나늘보   | 0    | 13배        | 10%             |               |             |               |               | 피버타임시 높은 확률로 별자석, 슈퍼피버 확률 2배  |  |
| S(슈퍼레전드) | 나는무당벌레 | 0    | 12배        | 10%             |               |             |               |               | 추가 방어막 1개 생성                              |  |
| S(슈퍼레전드) | 애플피그     |      | 14배        | 10%             |               |             | 15초          |               | 무적거인 아이템 생성확률 증가                     |  |
| S(슈퍼레전드) | 신부꽃사슴   |      | 13배        | 10%             | 3초           |             |               |               | 하늘비행 아이템 생성확률 증가                     |  |
| S(슈퍼레전드) | 봄꽃토끼     |      | 15배        | 10%             |               |             |               |               | 날개별 발생확률 10% 증가, 황금몬스터 등장확률 3배 |  |
| S(슈퍼레전드) | 둘째그리핀   | 0    | 13배        | 10%             |               |             |               |               | 릴레이시 방어막 생성, 릴레이시 무적거인 15초      |  |
| S(슈퍼레전드) | 파인애플거북 |      | 15배        | 10%             | 2초           |             | 10초          |               |                                                   |  |
| A(레전드)     | 골드펠리컨   | 0    | 9배         | 5%              |               |             |               |               |                                                   |  |
| A(레전드)     | 방울해마     | 0    | 8배         | 8%              |               |             | 1.2초         |               |                                                   |  |
| A(레전드)     | 꿈꾸는코알라 | 0    | 10배        | 5%              |               |             |               |               |                                                   |  |
| A(레전드)     | 딸기고슴도치 |      | 9배         | 6%              |               |             | 10초          |               |                                                   |  |
| A(레전드)     | 키키렛서팬더 |      | 11배        | 6%              |               | 1.2초       |               |               |                                                   |  |
| A(레전드)     | 정열멧돼지   |      | 12배        | 5%              |               |             |               | 1.5초         |                                                   |  |
| A(레전드)     | 스파르타상어 | 0    | 8배         | 7%              |               | 1.5초       |               |               |                                                   |  |
| A(레전드)     | 해적선장고래 | 0    | 8배         | 7%              |               |             |               |               |                                                   |  |
| A(레전드)     | 무산쇠족제비 |      | 7배         | 5%              | 2초           |             |               |               |                                                   |  |
| A(레전드)     | 위몬         | 0    | 9배         | 5%              |               |             | 5초           |               |                                                   |  |
| A(레전드)     | 추석달토끼   |      | 9배         |                 |               |             |               |               | 날개별 발생확률 10% 증가, 황금몬스터 등장확률 2배 |  |
| A(레전드)     | 아기루돌프   | 0    | 8배         | 5%              |               |             |               |               |                                                   |  |
| B(슈퍼레어)   | 레드슬라임   | 0    | 6배         | 3%              | 0.5초         |             |               |               |                                                   |  |
| B(슈퍼레어)   | 피닉스       | 0    | 5배         | 7%              |               |             |               |               | 날개별 발생확률 10% 증가                          |  |
| B(슈퍼레어)   | 브라운알파카 |      | 8배         | 4%              |               |             |               |               |                                                   |  |
| B(슈퍼레어)   | 북극곰       |      | 7배         | 4%              |               |             | 1초           |               |                                                   |  |
| B(슈퍼레어)   | 컬러엑스비크 |      | 6배         | 5%              |               | 1초         |               |               |                                                   |  |
| B(슈퍼레어)   | 추장큰부리새 | 0    | 6배         | 5%              |               |             | 1초           |               |                                                   |  |
| B(슈퍼레어)   | 요리사다람쥐 |      | 7배         | 6%              |               |             |               | 1초           |                                                   |  |
| B(슈퍼레어)   | 민들레복어   | 0    | 6배         | 5%              |               |             | 1초           |               |                                                   |  |
| B(슈퍼레어)   | 아기파우니   |      | 7배         | 5%              |               | 1초         |               |               |                                                   |  |
| B(슈퍼레어)   | 날개흰동가리 | 0    | 6배         | 3%              | 1초           |             |               |               |                                                   |  |
| 리미티드      | 싸이말       |      | 7배         | 4%              | 0.5초         |             |               |               |                                                   |  |
| 리미티드      | 다둥이       |      | 8배         | 3%              |               |             |               |               | 날개별 발생확률 10% 증가                          |  |
| 리미티드      | 가호         |      | 7배         |                 |               |             | 1초           |               | 날개별 발생확률 10% 증가                          |  |
| 리미티드      | 꼬마유령     | 0    | 10배        | 5%              |               |             |               |               | 데이지 선택시 매직피버타임 확률 100%              |  |
| C(레어)       | 블루와이번   | 0    | 3배         |                 |               | 1초         | 0.5초         |               |                                                   |  |
| C(레어)       | 슈가펭귄     | 0    | 3배         |                 | 0.5초         |             | 0.5초         |               |                                                   |  |
| C(레어)       | 썬더버드     | 0    | 3배         | 2%              |               | 0.5초       |               |               |                                                   |  |
| C(레어)       | 흰올빼미     | 0    | 4배         | 2%              |               |             |               |               |                                                   |  |
| C(레어)       | 아기그리핀   | 0    | 3배         |                 |               | 1초         | 0.5초         |               |                                                   |  |
| C(레어)       | 팬더곰       |      | 5배         |                 |               |             | 0.5초         |               |                                                   |  |
| C(레어)       | 캔디고양이   |      | 5배         | 1%              |               | 0.5초       |               |               |                                                   |  |
| C(레어)       | 아기백호     |      | 4배         | 1%              |               | 1초         |               |               |                                                   |  |
| C(레어)       | 붉은여우     |      | 3배         | 2%              |               |             |               |               |                                                   |  |
| C(레어)       | 아기유니콘   |      | 4배         | 1%              |               |             | 0.5초         |               |                                                   |  |
| C(레어)       | 산호거북     | 0    | 3배         | 3%              |               | 0.5초       |               |               |                                                   |  |
| C(레어)       | 아기펜리르   |      | 4배         | 1%              |               |             | 0.5초         |               |                                                   |  |
| C(레어)       | 알록이앵무   | 0    | 3배         |                 |               | 1초         | 0.5초         |               |                                                   |  |
| C(레어)       | 흰사막여우   |      | 5배         | 1%              |               | 0.5초       |               |               |                                                   |  |
| C(레어)       | 초원코끼리   |      | 5배         |                 |               |             | 0.5초         |               |                                                   |  |
| D(노말)       | 블루슬라임   | 0    | 3배         |                 |               |             |               |               |                                                   |  |
| D(노말)       | 그린슬라임   | 0    | 2배         |                 |               | 0.5초       |               |               |                                                   |  |
| D(노말)       | 골드슬라임   | 0    | 2배         | 1%              |               |             |               |               |                                                   |  |
| D(노말)       | 레드와이번   | 0    | 3배         |                 | 0.3초         |             |               |               |                                                   |  |
| D(노말)       | 그린와이번   | 0    | 3배         | 1%              |               |             |               |               |                                                   |  |
| D(노말)       | 블랙와이번   | 0    | 2배         |                 |               |             | 0.5초         |               |                                                   |  |
| D(노말)       | 페어리펭귄   | 0    | 1배         |                 |               | 0.5초       | 0.5초         |               |                                                   |  |
| D(노말)       | 황제펭귄     | 0    | 1배         | 2%              | 0.2초         |             |               |               |                                                   |  |
| D(노말)       | 독수리       | 0    | 2배         |                 |               | 1초         |               |               |                                                   |  |
| D(노말)       | 캔디새       | 0    | 2배         | 1%              |               |             |               |               |                                                   |  |
| D(노말)       | 팔색조       | 0    | 3배         |                 |               |             | 0.4초         |               |                                                   |  |
| D(노말)       | 수리부엉이   | 0    | 1배         | 1%              | 0.4초         |             |               |               |                                                   |  |
| D(노말)       | 검은부엉이   | 0    | 2배         |                 |               | 0.4초       |               |               |                                                   |  |
| D(노말)       | 화이트알파카 |      | 2배         |                 |               |             | 0.3초         |               |                                                   |  |
| D(노말)       | 블랙알파카   |      | 4배         |                 |               | 0.5초       |               |               |                                                   |  |
| D(노말)       | 반달가슴곰   |      | 1배         | 1%              |               |             | 1초           |               |                                                   |  |
| D(노말)       | 골드엑스비크 |      | 3배         | 1%              |               |             |               |               |                                                   |  |
| D(노말)       | 블랙엑스비크 |      | 1배         | 1%              |               | 1초         |               |               |                                                   |  |
| D(노말)       | 샴고양이     |      | 3배         |                 |               |             |               |               | 날개별 발생확률 5% 증가                           |  |
| D(노말)       | 검은고양이   |      | 1배         | 1%              |               |             | 0.5초         |               |                                                   |  |
| D(노말)       | 호랑이       |      | 3배         |                 |               |             | 0.7초         |               |                                                   |  |
| D(노말)       | 진돗개       |      | 1배         |                 |               | 0.7초       | 0.5초         |               |                                                   |  |
| D(노말)       | 웰시코기     |      | 3배         | 1%              |               |             |               |               |                                                   |  |
| D(노말)       | 갈색말       |      | 4배         | 1%              |               |             |               |               |                                                   |  |
| D(노말)       | 검은말       |      | 1배         | 1%              |               |             | 1초           |               |                                                   |  |
| D(노말)       | 설까치       | 0    | 2배         | 2%              |               |             |               |               |                                                   |  |

## 미션
하루에 총 12회씩 미션을 진행할 수 있다. 난이도에 따른 보상을 획득할 수 있는데 아래와 같다.
| 미션 난이도 | 미션 제한시간 | 하루 최대 가능 횟수 |
| ----------- | ------------- | ------------------- |
| 상          | 12시간        | 2회                 |
| 중          | 6시간         | 4회                 |
| 하          | 3시간         | 6회                 |

각각 난이도의 미션을 완료하면 금, 은, 동 상자를 보상으로 받게 되며 아이템과 골드, 혹은 소환수를 획득할 수 있다. 난이도에 따른 각 미션의 종류는 아래와 같다.
- 난이도 (상)
  - 25번 게임 하기
  - 친구 50번 차기
  - 내 최고 기록 경신하기
  - 별자석 아이템으로 별보너스 500번 먹기
  - 아이템 먹지 않고 1200미터까지 달리기
  - 방어막 안깨지고 2500미터 이상 달리기
  - 라스트 스퍼트로 250000점 이상 획득하기
  - 무적거인으로 몬스터 50마리 사냥하기
  - 무적거인으로 몬스터 55마리 사냥하기
  - 무적거인으로 몬스터 60마리 사냥하기
  - 무적거인으로 장애물 50개 부수기
  - 무적거인으로 장애물 55개 부수기
  - 무적거인으로 장애물 60개 부수기
  - 하늘비행으로 몬스터 50마리 사냥하기
  - 하늘비행으로 몬스터 55마리 사냥하기
  - 하늘비행으로 몬스터 60마리 사냥하기
  - 하늘비행으로 장애물 50개 부수기
  - 하늘비행으로 장애물 55개 부수기
  - 하늘비행으로 장애물 60개 부수기
- 난이도 (중)
  - 주간 랭킹 점수 경신하기
  - 구름다리 3개 연속 먹기
  - 무적거인 3개 연속 먹기
  - 하늘비행 3개 연속 먹기
  - 별자석 3개 연속 먹기
  - 무적거인 상태로 피버타임 3번 들어가기
  - 별자석 상태로 피버타임 3번 들어가기
  - 죽는 순간 피버타임 5번 들어가기
  - 몬스터 밟아서 4개 연속으로 사냥하기
  - 작은 몬스터 230마리 사냥하기
  - 작은 몬스터 240마리 사냥하기
  - 작은 몬스터 250마리 사냥하기
  - 작은 몬스터 260마리 사냥하기
  - 큰 몬스터 15마리 사냥하기
  - 독구름 30개 부수기
  - 독구름 35개 부수기
  - 독구름 40개 부수기
  - 아이스볼트 50개 부수기
  - 아이스볼트 55개 부수기
  - 아이스볼트 60개 부수기
  - 아이스볼트 65개 부수기
  - 아이스볼트 70개 부수기
  - 파이어볼 30개 부수기
  - 파이어볼 35개 부수기
  - 파이어볼 40개 부수기
- 난이도 (하)
  - 3번 게임 하기
  - 친구간판 5번 차기
  - 1000골드 획득하기
  - 8000점 이상 달성하기
  - 9000점 이상 달성하기
  - 10000점 이상 달성하기
  - 12000점 이상 달성하기
  - 500미터 이상 달리기
  - 600미터 이상 달리기
  - 700미터 이상 달리기
  - 800미터 이상 달리기
  - 1000미터 이상 달리기
  - 구름다리 5번 먹기
  - 무적거인 5번 먹기
  - 하늘비행 5번 먹기
  - 별자석 5번 먹기
  - 별보너스 100번 먹기
  - 날개별 100개 먹기(소환수 포함)
  - 피버타임 5번 경험하기
  - 한게임에서 50회 이상 점프하기
  - 아이템 먹지 않고 200미터까지 달리기
  - 방어막 안깨지고 500미터 이상 달리기
  - 라스트 스퍼트로 5000점 이상 획득하기
  - 작은 몬스터 50마리 사냥하기
  - 큰 몬스터 5마리 사냥하기
  - 독구름 5개 부수기
  - 독구름 6개 부수기
  - 독구름 7개 부수기
  - 독구름 8개 부수기
  - 독구름 9개 부수기
  - 독구름 10개 부수기
  - 아이스볼트 10개 부수기
  - 아이스볼트 11개 부수기
  - 아이스볼트 12개 부수기
  - 아이스볼트 13개 부수기
  - 아이스볼트 14개 부수기
  - 아이스볼트 15개 부수기
  - 아이스볼트 16개 부수기
  - 아이스볼트 17개 부수기
  - 아이스볼트 18개 부수기
  - 아이스볼트 19개 부수기
  - 파이어볼 5개 부수기
  - 파이어볼 6개 부수기
  - 파이어볼 7개 부수기
  - 파이어볼 8개 부수기
  - 파이어볼 9개 부수기
  - 파이어볼 10개 부수기

## 경험치 시스템
게임내에서 달린 거리로 경험치를 얻을 수 있다. 레벨업 시 보상으로 정해진 골드를 받게 되고, 이후 플레이 시 총점보너스로 더 많은 점수를 획득할 수 있게 된다.
| No | 클래스   | 아이콘             | 필요경험치 | 총점보너스(%) | 레벨업 보상(골드) |
| -- | -------- | ------------------ | ---------- | ------------- | ----------------- |
| 1  | 스타터   | 동별               | 0          | -             | -                 |
| 2  | 루키     | 구멍난동별         | 500        | 2             | 1000              |
| 3  | 주니어   | 동날개별           | 1000       | 3             | 1500              |
| 4  | 시니어   | 구멍난동날개별     | 2000       | 4             | 2000              |
| 5  | 아마추어 | 은별               | 5000       | 5             | 2500              |
| 6  | 마이너   | 구멍난은별         | 10000      | 6             | 3000              |
| 7  | 세미프로 | 은날개별           | 20000      | 7             | 3500              |
| 8  | 프로A    | 구멍난은날개별     | 50000      | 8             | 4000              |
| 9  | 프로AA   | 금별               | 75000      | 9             | 4500              |
| 10 | 프로AAA  | 구멍난금별         | 100000     | 10            | 5000              |
| 11 | 메이저   | 금날개별           | 150000     | 12            | 6000              |
| 12 | 챔피언   | 구멍난금날개별     | 200000     | 14            | 7000              |
| 13 | 마스터   | 무지개별           | 250000     | 16            | 8000              |
| 14 | 퍼펙트   | 구멍난무지개별     | 300000     | 18            | 9000              |
| 15 | 히어로   | 무지개날개별       | 350000     | 20            | 10000             |
| 16 | 레전드   | 구멍난무지개날개별 | 400000     | 25            | 20000             |

## 룬스톤 시스템
룬스톤을 장착하면 챔피언십에서 더 많은 점수를 획득할 수 있다. 룬스톤 점수는 획득 골드와는 무관하며 게임 결과 화면에서 확인 가능하다.
단, 이어달리기 시 룬스톤이 바뀌게 될경우 점수가 추가로 합해지는 것이 아니라 하락될 수 있으므로 검증이 필요하다.

### 탐험
룬스톤 탐험을 통하여 룬스톤이나 강화석을 얻을 수 있다. 탐험을 시작한 후 탐험시간을 모두 채우면 획득하는 방식이다. 탐험도중에는 루비를 사용해서 룬스톤이나 강화석, 고급강화석을 즉시 획득할 수 있는데 소요시간이 많이 남아 있을수록 루비도 많이 필요하다. (30분 = 1루비)
- 고요한 숲 : 기본으로 탐험할 수 있는 지역이다. B, C 등급의 1~3레벨 룬스톤을 얻을 수 있다. 최소 소요시간 6시간, 최장 소요시간 18시간(레벨이 약간 높은 룬스톤).
- 죽음의 사막 : 잠금해제 시 99루비가 필요하다. B, C 등급의 1~3레벨 룬스톤과 강화석을 얻을 수 있다. 최소 소요시간 6시간, 최장 소요시간 18시간(강화석 또는 레벨이 약간 높은 룬스톤).
- 타오르는 대지 : 룬스톤 7레벨을 달성하면 자동으로 열린다. A, B, C 등급의 1~3레벨 룬스톤과 강화석을 얻을 수 있다. 최소 소요시간 6시간에서 18시간이나 A등급 룬스톤이 생성되는 경우 최소 24시간에서 그 이상의 기간이 소요된다.
- 새하얀 얼음성 : 잠금해제 시 99루비가 필요하다. A, B, C 등급의 1~3레벨 룬스톤과 고급강화석, 강화석을 얻을 수 있다. 최소 소요시간 6시간에서 18시간이나 A등급 룬스톤, 고급강화석이 생성되는 경우 최소 24시간에서 그 이상의 기간이 소요된다.

### 강화
룬스톤은 강화를 통해 40레벨까지 올릴 수 있고 레벨이 올라감에 따라 플레이 시 점수를 더 많이 획득할 수 있다. 강화 시에는 기준 룬스톤을 선택한 후 강화재료를 선택하면 예상 결과를 미리 알 수 있고 강화 후에는 재료로 사용한 룬스톤과 강화석은 사라진다. 강화재료로는 최소 1개에서 최대 4개의 룬스톤이나 강화석을 사용할 수 있는데, 만약 고급강화석이나 강화석을 강화재료로 사용할 경우 경험치가 비약적으로 상승한다. 소환수 합성과 달리 룬스톤 강화는 실패하는 경우가 없다. 하지만 탐험을 통해 한번 등급을 부여 받은 룬스톤은 강화를 하더라도 경험치나 레벨만 상승할 뿐 등급이 바뀌지는 않는다. (기준 룬스톤으로 C등급, 강화재료로 B등급을 사용할 경우, 경험치나 레벨이 상승한 C등급 룬스톤을 얻게 된다.)

### 룬스톤의 종류
여섯 종류의 룬스톤에 각각 세 가지 등급이 존재한다. 한 캐릭터 당 한 개의 룬스톤을 장착할 수 있다.
- 강화석 : 일정량의 룬스톤 경험치 획득 가능
- 고급강화석 : 강화석의 5배 룬스톤 경험치 획득 가능

| 종류          | 등급 | 능력                     | 레벨 (Lv.) | 레벨 (Lv.) | 레벨 (Lv.) | 레벨 (Lv.) | 레벨 (Lv.) | 레벨 (Lv.) | 레벨 (Lv.) | 레벨 (Lv.) | 레벨 (Lv.) | 레벨 (Lv.) | 레벨 (Lv.) | 레벨 (Lv.) | 레벨 (Lv.) | 레벨 (Lv.) | 레벨 (Lv.) | 레벨 (Lv.) | 레벨 (Lv.) | 레벨 (Lv.) | 레벨 (Lv.) | 레벨 (Lv.) |
| 종류          | 등급 | 능력                     | 1          | 2          | 3          | 4          | 5          | 6          | 7          | 8          | 9          | 10         | 11         | 12         | 13         | 14         | 15         | 16         | 17         | 18         | 19         | 20         |
| ------------- | ---- | ------------------------ | ---------- | ---------- | ---------- | ---------- | ---------- | ---------- | ---------- | ---------- | ---------- | ---------- | ---------- | ---------- | ---------- | ---------- | ---------- | ---------- | ---------- | ---------- | ---------- | ---------- |
| 행운의 룬스톤 | C    | 소형 몬스터 점수 증가    | 31         | 43         | 55         | 68         | 80         | 99         | 118        | 136        | 155        | 174        | 198        | 223        | 248        | 273        | 298        | 329        | 360        | 391        | 422        | 453        |
| 행운의 룬스톤 | B    | 모든 몬스터 점수 증가    | 41         | 58         | 74         | 91         | 107        | 132        | 157        | 182        | 207        | 232        | 265        | 298        | 331        | 364        | 397        | 439        | 480        | 522        | 563        | 605        |
| 행운의 룬스톤 | A    | 모든 방해물 점수 증가    | 51         | 72         | 93         | 113        | 134        | 165        | 196        | 227        | 259        | 290        | 331        | 373        | 414        | 455        | 497        | 549        | 601        | 652        | 704        | 756        |
| 풍요의 룬스톤 | C    | 별자석 시 점수 증가      | 10         | 15         | 19         | 23         | 28         | 34         | 41         | 47         | 54         | 60         | 69         | 78         | 87         | 95         | 104        | 115        | 126        | 137        | 147        | 158        |
| 풍요의 룬스톤 | B    | 무적거인 시 점수 증가    | 10         | 15         | 19         | 23         | 28         | 34         | 41         | 47         | 54         | 60         | 69         | 78         | 87         | 95         | 104        | 115        | 126        | 137        | 147        | 158        |
| 풍요의 룬스톤 | A    | 모든 아이템 시 점수 증가 | 10         | 15         | 19         | 23         | 28         | 34         | 41         | 47         | 54         | 60         | 69         | 78         | 87         | 95         | 104        | 115        | 126        | 137        | 147        | 158        |
| 운명의 룬스톤 | C    | 별 점수 증가             | 16         | 22         | 29         | 35         | 42         | 52         | 62         | 71         | 81         | 91         | 104        | 117        | 130        | 143        | 156        | 173        | 189        | 205        | 221        | 238        |
| 운명의 룬스톤 | B    | 날개 별점수 증가         | 16         | 22         | 29         | 35         | 42         | 52         | 62         | 71         | 81         | 91         | 104        | 117        | 130        | 143        | 156        | 173        | 189        | 205        | 221        | 238        |
| 운명의 룬스톤 | A    | 모든 별점수 증가         | 16         | 22         | 29         | 35         | 42         | 52         | 62         | 71         | 81         | 91         | 104        | 117        | 130        | 143        | 156        | 173        | 189        | 205        | 221        | 238        |
| 굴레의 룬스톤 | C    | 일반 피버타임 점수 증가  | 23         | 33         | 42         | 52         | 61         | 76         | 90         | 104        | 119        | 133        | 152        | 171        | 190        | 209        | 228        | 252        | 276        | 300        | 324        | 347        |
| 굴레의 룬스톤 | B    | 슈퍼 피버타임 점수 증가  | 23         | 33         | 42         | 52         | 61         | 76         | 90         | 104        | 119        | 133        | 152        | 171        | 190        | 209        | 228        | 252        | 276        | 300        | 324        | 347        |
| 굴레의 룬스톤 | A    | 모든 피버타임 점수 증가  | 35         | 50         | 64         | 78         | 92         | 114        | 135        | 157        | 178        | 200        | 228        | 257        | 286        | 314        | 343        | 378        | 414        | 450        | 486        | 521        |
| 재앙의 룬스톤 | C    | 라스트 스퍼트 점수 증가  | 15         | 21         | 27         | 34         | 40         | 49         | 59         | 68         | 77         | 87         | 99         | 111        | 124        | 136        | 149        | 164        | 180        | 195        | 211        | 226        |
| 재앙의 룬스톤 | B    | 스타트 대시 점수 증가    | 15         | 21         | 27         | 34         | 40         | 49         | 59         | 68         | 77         | 87         | 99         | 111        | 124        | 136        | 149        | 164        | 180        | 195        | 211        | 226        |
| 재앙의 룬스톤 | A    | 모든 비행 점수 증가      | 15         | 21         | 27         | 34         | 40         | 49         | 59         | 68         | 77         | 87         | 99         | 111        | 124        | 136        | 149        | 164        | 180        | 195        | 211        | 226        |
| 회복의 룬스톤 | C    | 거리 점수 증가           | 5          | 7          | 9          | 11         | 13         | 16         | 19         | 22         | 25         | 29         | 33         | 37         | 41         | 45         | 49         | 54         | 60         | 65         | 70         | 75         |
| 회복의 룬스톤 | B    | 획득 점수 증가           | 5          | 7          | 9          | 11         | 13         | 16         | 19         | 22         | 25         | 29         | 33         | 37         | 41         | 45         | 49         | 54         | 60         | 65         | 70         | 75         |
| 회복의 룬스톤 | A    | 최종 점수 증가           | 5          | 7          | 9          | 11         | 13         | 16         | 19         | 22         | 25         | 29         | 33         | 37         | 41         | 45         | 49         | 54         | 60         | 65         | 70         | 75         |

| 종류          | 등급 | 레벨 (Lv.) | 레벨 (Lv.) | 레벨 (Lv.) | 레벨 (Lv.) | 레벨 (Lv.) | 레벨 (Lv.) | 레벨 (Lv.) | 레벨 (Lv.) | 레벨 (Lv.) | 레벨 (Lv.) | 레벨 (Lv.) | 레벨 (Lv.) | 레벨 (Lv.) | 레벨 (Lv.) | 레벨 (Lv.) | 레벨 (Lv.) | 레벨 (Lv.) | 레벨 (Lv.) | 레벨 (Lv.) | 레벨 (Lv.) |
| 종류          | 등급 | 21         | 22         | 23         | 24         | 25         | 26         | 27         | 28         | 29         | 30         | 31         | 32         | 33         | 34         | 35         | 36         | 37         | 38         | 39         | 40         |
| ------------- | ---- | ---------- | ---------- | ---------- | ---------- | ---------- | ---------- | ---------- | ---------- | ---------- | ---------- | ---------- | ---------- | ---------- | ---------- | ---------- | ---------- | ---------- | ---------- | ---------- | ---------- |
| 행운의 룬스톤 | C    | 491        | 528        | 565        | 603        | 640        | 677        | 715        | 752        | 789        | 826        | 864        | 901        | 938        | 976        | 1013       | 1050       | 1088       | 1125       | 1162       | 1200       |
| 행운의 룬스톤 | B    | 654        | 704        | 754        | 804        | 853        | 903        | 953        | 1003       | 1052       | 1102       | 1152       | 1202       | 1251       | 1301       | 1351       | 1401       | 1450       | 1500       | 1550       | 1600       |
| 행운의 룬스톤 | A    | 818        | 880        | 943        | 1005       | 1067       | 1129       | 1191       | 1253       | 1316       | 1378       | 1440       | 1502       | 1564       | 1626       | 1689       | 1751       | 1813       | 1875       | 1937       | 2000       |
| 풍요의 룬스톤 | C    | 171        | 184        | 198        | 211        | 224        | 237        | 250        | 263        | 276        | 289        | 302        | 315        | 328        | 341        | 354        | 367        | 380        | 393        | 406        | 420        |
| 풍요의 룬스톤 | B    | 171        | 184        | 198        | 211        | 224        | 237        | 250        | 263        | 276        | 289        | 302        | 315        | 328        | 341        | 354        | 367        | 380        | 393        | 406        | 420        |
| 풍요의 룬스톤 | A    | 171        | 184        | 198        | 211        | 224        | 237        | 250        | 263        | 276        | 289        | 302        | 315        | 328        | 341        | 354        | 367        | 380        | 393        | 406        | 420        |
| 운명의 룬스톤 | C    | 257        | 277        | 297        | 316        | 336        | 355        | 375        | 394        | 414        | 434        | 453        | 473        | 492        | 512        | 532        | 551        | 571        | 590        | 610        | 630        |
| 운명의 룬스톤 | B    | 257        | 277        | 297        | 316        | 336        | 355        | 375        | 394        | 414        | 434        | 453        | 473        | 492        | 512        | 532        | 551        | 571        | 590        | 610        | 630        |
| 운명의 룬스톤 | A    | 257        | 277        | 297        | 316        | 336        | 355        | 375        | 394        | 414        | 434        | 453        | 473        | 492        | 512        | 532        | 551        | 571        | 590        | 610        | 630        |
| 굴레의 룬스톤 | C    | 376        | 405        | 433        | 462        | 490        | 519        | 548        | 576        | 605        | 633        | 662        | 691        | 719        | 748        | 776        | 805        | 834        | 862        | 891        | 920        |
| 굴레의 룬스톤 | B    | 376        | 405        | 433        | 462        | 490        | 519        | 548        | 576        | 605        | 633        | 662        | 691        | 719        | 748        | 776        | 805        | 834        | 862        | 891        | 920        |
| 굴레의 룬스톤 | A    | 564        | 607        | 650        | 693        | 736        | 779        | 822        | 865        | 908        | 950        | 993        | 1036       | 1079       | 1122       | 1165       | 1208       | 1251       | 1294       | 1337       | 1380       |
| 재앙의 룬스톤 | C    | 245        | 264        | 282        | 301        | 320        | 338        | 357        | 376        | 394        | 413        | 432        | 450        | 469        | 488        | 506        | 525        | 544        | 562        | 581        | 600        |
| 재앙의 룬스톤 | B    | 245        | 264        | 282        | 301        | 320        | 338        | 357        | 376        | 394        | 413        | 432        | 450        | 469        | 488        | 506        | 525        | 544        | 562        | 581        | 600        |
| 재앙의 룬스톤 | A    | 245        | 264        | 282        | 301        | 320        | 338        | 357        | 376        | 394        | 413        | 432        | 450        | 469        | 488        | 506        | 525        | 544        | 562        | 581        | 600        |
| 회복의 룬스톤 | C    | 81         | 88         | 94         | 100        | 106        | 112        | 119        | 125        | 131        | 137        | 144        | 150        | 156        | 162        | 168        | 175        | 181        | 187        | 193        | 200        |
| 회복의 룬스톤 | B    | 81         | 88         | 94         | 100        | 106        | 112        | 119        | 125        | 131        | 137        | 144        | 150        | 156        | 162        | 168        | 175        | 181        | 187        | 193        | 200        |
| 회복의 룬스톤 | A    | 81         | 88         | 94         | 100        | 106        | 112        | 119        | 125        | 131        | 137        | 144        | 150        | 156        | 162        | 168        | 175        | 181        | 187        | 193        | 200        |

(단위: %)

## 점수 계산법
- 별 점수
  - 동별 1점
  - 동날개별 10점
  - 은별 2점
  - 구멍난은별 3점
  - 은날개별 20점
  - 구멍난은날개별 30점
  - 금별 4점
  - 구멍난금별 5점
  - 금날개별 40점
  - 구멍난금날개별 50점
  - 마법의큰별  50점
  - 무지개날개별 60점
  - 호박별 70점
  - 구멍난무지개날개별 100점
  - 별보너스: 구간별을 전부 먹을시 발생 (별점수 X 0.4) 55점을 얻을시 55 X 0.4 = 22 (레오(싸이)<릴리>의 경우 x5(x7)<x10>=110(154)<220>점)
- 장애물 제거시
  - 몬스터 50점 (제거시 날개별 생성)
  - 파이어볼 50점
  - 얼음가시 점수없음 (제거시 날개별 생성)
  - 독구름 50점
  - 스프링 제거불가
  - 소용돌이 50점
  - 굴러오는돌 50점
- 획득골드=획득점수(게임 내 Score)/125 + 소환수의 골드보너스

한 게임당 획득골드에는 상한치가 있는데 릴레이 캐릭터와는 상관없고 선발 캐릭터와 타는펫에 따라 다르다. (단위: 골드)
| 캐릭터 등급      | 캐릭터only | 일반펫 탑승 | 진화펫 탑승 | 일반 백호 | 진화 백호 |
| ---------------- | ---------- | ----------- | ----------- | --------- | --------- |
| C등급이하 캐릭터 | 1500       | 2250        | 3000        | 4500      | 6000      |
| B등급이상 캐릭터 | 2250       | 3375        | 4500        | 6750      | 9000      |

- 최종점수=(달린거리x100)+별점수+몬스터점수+클래스 총점 보너스+룬스톤점수.

### 언론 보도
- 긴장감 가득한 질주 액션! 위메이드 '윈드러너' (2013년 1월 25일, 한국경제)[깨진 링크(과거 내용 찾기)]
- '신나는 질주 액션' 위메이드, 스마트폰게임 윈드러너 공개 (2013년 1월 25일, 게임동아)
- 위메이드, '윈드러너 for Kakao' 서비스 시작 (2013년 1월 29일, 아크로팬)
- 위메이드, 모바일게임 '윈드러너' 1000만 다운 돌파 (2013년 2월 13일, 조선biz)
- 윈드러너 ‘타는 펫 진화’ 시스템 업데이트(2013년 2월 19일, 한국경제)
- 윈드러너, 新캐릭터 '카일리'와 화산 지대로! (2013년 2월 27일, 매일경제) 보관됨 2016-03-04 - 웨이백 머신
- 윈드러너, 다섯 번째 주자 '루크' 합류! (2013년 4월 2일, 매일경제) 보관됨 2016-03-04 - 웨이백 머신
- 싸이, 모바일 게임 '윈드러너'에 캐릭터로 등장 (2013년 4월 11일, 스포츠경향)
- '윈드러너' 6번째 펫 드래곤 공개…싸이 코믹 효과음도 추가 (2013년 5월 4일, 매일경제)
- '윈드러너'에 싸이 이어 지드래곤 등장 (2013년 5월 9일, 스포츠경향)
- 산다라박, 윈드러너와 달린다. (2013년 5월 16일, 스포츠경향)
- 윈드러너, 9번째 캐릭터는 프린세스 스칼렛 (2013년 5월 30일, 매일경제)
- 윈드러너, '페가수스'와 함께라면 파이어 볼도 OK! (2013년 6월 4일, 한국경제) 보관됨 2013-12-31 - 웨이백 머신
- 윈드러너, 신규 캐릭터 '릴리' 업데이트 실시 (2013년 7월 9일, 게임동아)
- 윈드러너, '룬스톤'을 찾아 탐험 떠나라! (2013년 7월 31일, 한국경제) 보관됨 2013-12-31 - 웨이백 머신
- 펫 두 마리의 능력을 합쳐라! '윈드러너' 교배 시스템 업데이트 (2013년 8월 27일, 게임동아)
- 윈드러너, 핼러윈 특별 캐릭터 '데이지' 등장! (2013년 10월 1일, 한국경제) 보관됨 2014-02-02 - 웨이백 머신
- 윈드러너 for Kakao, 새로운 S급 캐릭터 '각성 클로이' 등장 (2014년 1월 10일, 게임동아)
- 윈드러너 벌써 서비스 1주년…기념 이벤트 진행 (2014년 1월 28일, 매일경제)
- 윈드러너, S급 캐릭터 '크리스' 추가 (2014년 2월 27일, 매일경제)
- 윈드러너, '온라인 레이싱 모드' 업데이트 실시 (2014년 4월 10일, 한국경제) 보관됨 2014-04-13 - 웨이백 머신
- 윈드러너, 신규 S급 캐릭터 '각성레오' 추가 (2014년 4월 30일, 한국경제) 보관됨 2014-05-02 - 웨이백 머신
- '윈드러너 for Kakao', 카일리가 각성했다 (2014년 5월 16일, 한국경제) 보관됨 2014-05-17 - 웨이백 머신
- 윈드러너, 신규 S플러스 펫 `각성그리핀` 업데이트  (2014년 6월 17일, 매일경제)[깨진 링크(과거 내용 찾기)]
- 위메이드, 윈드러너 신규 S급 캐릭터 '각성 루크' 추가 (2014년 7월 10일, 게임동아)